# ソニア・レッドマン
ソニア・レッドマン（Sonia Redman、9月8日 - ）は、ロシアのモデル。ゼムモデル及びドールズモデルに所属して台湾を中心に活動している。

## 来歴・人物
2015年、モデルデビューした。

## 出演

### 広告
- suitangtang[5]。
- SO NICE
- DEPIC TW
- L'adoore